# Anastasiia Pidpalova
Anastasiia Valériivna Pidpalova (Jersón, 5 de enero de 1982) es una ex-jugadora ucraniana de balonmano que actuaba como lateral izquierda. Fue internacional con la selección ucraniana y ganó la medalla de bronce olímpica en los Juegos Olímpicos de Atenas 2004.

## Trayectoria

### Clubes
Formada en el HC Dnepryanka de su ciudad natal, debutó en la Superliga ucraniana en 2002 y un año más tarde fichó por el dominador HC Motor Zaporizhzhia, con el que conquistó cinco ligas consecutivas (2004-2008) y participó en varias ediciones de la Liga de Campeones.
En febrero de 2009 se incorporó al CS Oltchim Râmnicu Vâlcea, donde levantó tres títulos de la Liga Națională (2009, 2010, 2011) y disputó la final de la Liga de Campeones 2010.
En 2011 firmó por el Dinamo Volgogrado, con el que se proclamó campeona de la Superliga rusa en 2012.
Su etapa francesa comenzó en 2013 con el Metz Handball, donde logró el doblete Liga-Copa y alcanzó la final de la Liga Europea de la EHF.  Posteriormente militó en Brest Bretagne (2013-2014), Cercle Dijon (2014-2016) y Le Havre AC (2016-2017), club en el que puso fin a su carrera.

### Trayectoria de clubes
- 2002 – 2003:  HC Dnepryanka
- 2003 – 2009:  HC Motor Zaporizhzhia
- 2009 – 2011:  CS Oltchim Râmnicu Vâlcea
- 2011 – 2013:  Dinamo Volgogrado
- 2013 – 2013:  Metz Handball
- 2013 – 2014:  Brest Bretagne Handball
- 2014 – 2016:  Cercle Dijon Bourgogne
- 2016 – 2017:  Le Havre AC Handball

### Selección
Con la selección absoluta disputó cuatro Mundiales (2001, 2003, 2005, 2009) y cuatro Europeos (2004, 2008, 2010, 2012). Su mayor éxito llegó en Atenas 2004, donde el combinado ucraniano se colgó el bronce; Pidpalova aportó 26 tantos a lo largo del torneo.

## Premios y títulos

### Con la selección
- 1 x Juegos Olímpicos (2004)

### Con sus clubes
- 5 x Liga de Ucrania (2004, 2005, 2006, 2007, 2008)[1]
- 3 x Liga de Rumanía (2009, 2010, 2011)[3]
- 1 x Liga de Rusia (2012)[4]
- 1 x Liga de Francia (2013)[1]
- 1 x Copa de Francia (2013)[1]